# Åängestjärnen (Jörns socken, Västerbotten, 724485-168991)
Åängestjärnen är en sjö i Skellefteå kommun i Västerbotten och ingår i Byskeälvens huvudavrinningsområde.